# Papéa Parc
Papéa Parc, anciennement Papéa City, est un parc d'attractions français situé à Yvré-l'Évêque dans le département de la Sarthe.

## Histoire
Fondé en 1971, le nom du parc vient de l'abréviation « Parc d'attractions pour enfants et adultes ».
Papéa Parc propose un petit parc aquatique depuis le début des années 1990. Il est composé d'une pataugeoire et de deux toboggans aquatiques. Le parc n'atteint alors pas la barre des 50 000 visiteurs annuels,.
Ancien « concessionnaire des manèges » (propriétaire de certains manèges de ce parc) du jardin d'acclimatation, Roger Sacreste et sa famille reprennent le parc le 4 decembre  2007. Papéa est profondément transformé : il passe d'un thème ouest américain à un thème plus généraliste avec différents univers afin d'élargir son public cible.

## la suite
L'année 2009 voit 145 000 promeneurs passer les portes du parc pour les nouvelles montagnes russes nommées Roller Coaster
En 2013, plus de 120 000 entrées sont comptabilisées, so
en 2014. En 2015 est inauguré le Mega Disk'O nommé l’Apache . Entre 600 000 euros et 700 000 euros sont déboursés, il s'agit du plus gros investissement réalisé par le parc,,. Le caractère sensationnel de cette attraction marque un tournant dans le choix des nouveautés du site sarthois. La fréquentation évolue de ce fait avec plus de 170 000 entrées.
La nouveauté 2016 nommée Cyclone confirme cette tendance. Avec un budget de 500 000 euros, l'attraction est la plus haute du domaine affichant 20 mètres de hauteur et 34 en pleine inversion. Le parc d'attractions reçoit 180 000 visiteurs en 2016. Ce nombre augmente à nouveau en 2017 et atteint 194 000 unités. En cette année, le chiffre d'affaires augmente d'environ 15 %. L'année 2018 voit 206 000 promeneurs passer les portes du parc.
Puis en 2023 la nouvelle montagne russe le Speedy nuts a été créée avec un budget de 3 millions d'euros dont 2 millions pour la montagne russe elle-même sans le décor, les freins étaient brusques à l'ouverture mais sont réglé au fil du temps, en 2024 le nouvel espace aquatique ouvre « l'aqua papéa » et l'année 2024 aura égalé le nombre d'entrées dans le parc de l'année 2023.
en 2025 le totem , une tour de chute de 38m de haut du constructeur sbf visa groupe , en remplacement de la pèche au canard , du tir a l'arc et d'un autres stand.

## le futur
en 2026 va ouvrir l'extension de 3 hectares de l'hôtel Papéa et va être refait le stand de glace a l'italienne, de plus à l'horizon 2027/2028 une grande montagne russe est censée faire son apparition.

## Le parc d'attractions

### Lesmontagnes russes
| Nom              | Type                 | Constructeur | Année | Remarque                                                                   |
| ---------------- | -------------------- | ------------ | ----- | -------------------------------------------------------------------------- |
| Chenille         | Junior               | D.P.V. Rides | 2012  | N'était pas décoré et s'appelait « La petite chenille » entre 2008 et 2011 |
| Roller Coaster   | Métal / Tivoli large | Zierer       | 2009  | Anciennement Beaver Land Mine Ride à Geauga Lake & Wildwater Kingdom.      |
| Speedy Nuts      | Wild Mouse           | Maurer Söhne | 2023  | anciennement a un forain                                                   |
| Train de la mine | Métal                | Soquet       | 1995  | Anciennement Papéa Express de 1995 à 2010.                                 |

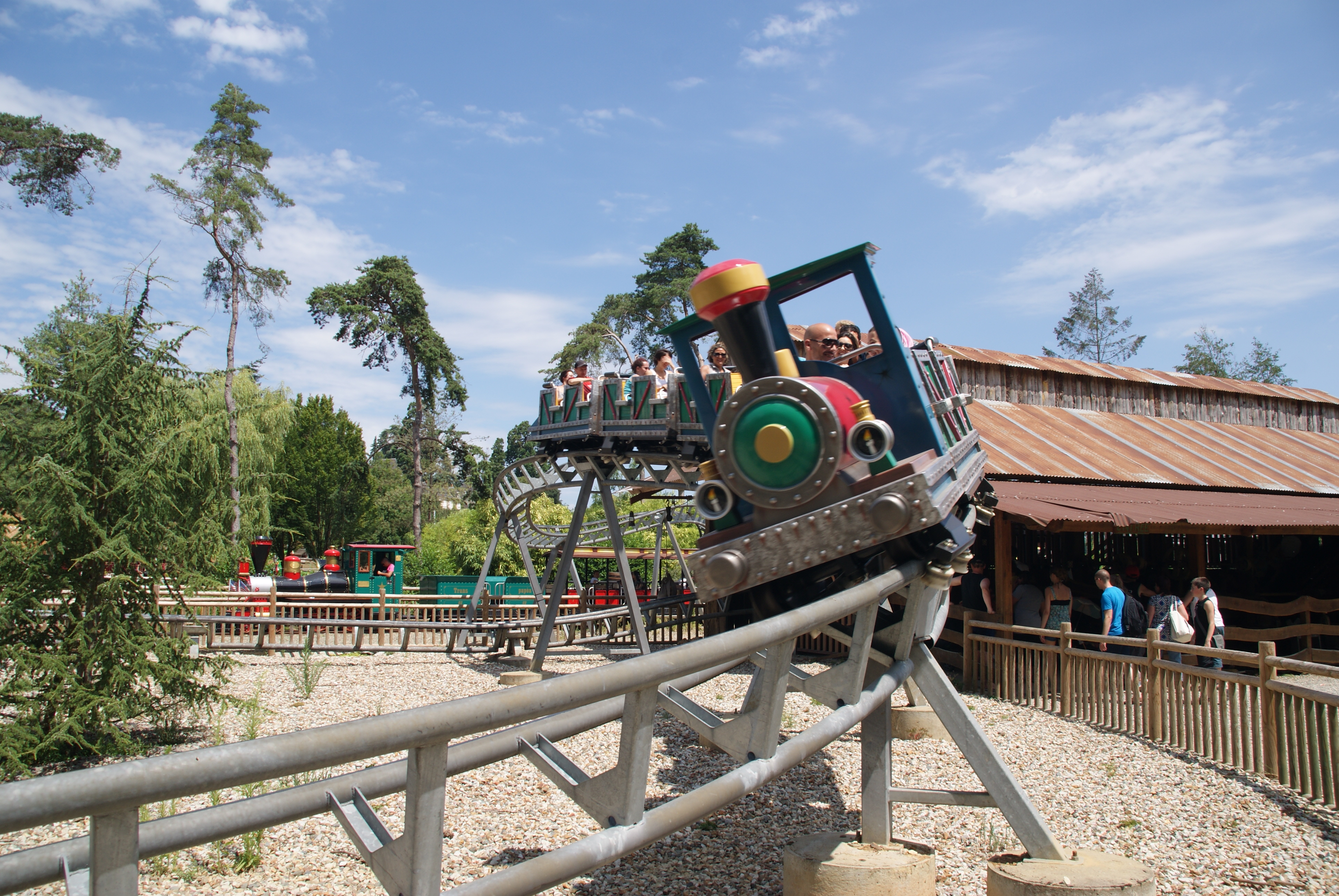
Train de la mine

### Les attractions aquatiques
| Nom                     | Type                | Constructeur         | Année |
| ----------------------- | ------------------- | -------------------- | ----- |
| À l'abordage !          | Bateaux-tamponneurs | J&J Amusements       | 2019  |
| Bateaux à pédales (les) | Pédalos             |                      | 2018  |
| L'oasis                 | Bûches              | Reverchon Industries | 2022  |
| Grand Splash (le)       | Toboggan aquatique  | Metallbau Emmeln     | 2008  |
| L'aqua papéa            |                     |                      | 2024  |

### Les attractions à sensations
| Nom           | Type             | Constructeur     | Année |
| ------------- | ---------------- | ---------------- | ----- |
| Apache        | Mega Disk'O      | Zamperla         | 2015  |
| Bateau pirate | Bateau à bascule | Metallbau Emmeln | 2008  |
| Cyclone       | Typhoon 360      | Technical Park   | 2016  |
| Totem         | Tour de chute    | SBF Visa Group   | 2025  |

### Les autres attractions
| Nom               | Type                          | Constructeur            | Ouverture |
| ----------------- | ----------------------------- | ----------------------- | --------- |
| Carrousel 1900    | Carrousel                     | Concept 1900            | 2008      |
| Chevaux Galopants | Chevaux Galopants             | Soquet                  | 2005      |
| Circuit 24        | Circuit automobile            | Royo                    | 2008      |
| Crazy Motors      | Manège Apollo Sidecar         | Technical Park          | 2017      |
| Grenouilles (les) | Jump Around                   | Zamperla                | 2008      |
| Jumping Star      | Jumpin' Star                  | Zamperla                | 2014      |
| Magic Bikes       | Manège Magic Bikes            | Zamperla                | 2014      |
| Maison volante    | Manège Barnyard               | Zamperla                | 2008      |
| P'tit poussin     | Carrousel                     | Concept 1900            | 2008      |
| Rio Grande        | Train junior                  | Zamperla                | 2014      |
| Rivière enchantée | Croisière en bouées           | Mack Rides              | 2008      |
| Tasses (les)      | Tasses                        | Technical Park          | 2017      |
| Tractos rigolos   | parcours en tracteurs         | SBF Visa Group          | 2019      |
| Transpapéa        | Train panoramique             | Soquet[réf. nécessaire] | 2008      |
| Valador           | Chaises volantes et carrousel | Safeco                  | 2008      |

### Les anciennes attractions
| Nom                   | Type / Modèle      | Constructeur         | Ouverture   | Fermeture |
| --------------------- | ------------------ | -------------------- | ----------- | --------- |
| Tacots (les)          | parcours en Tacots | Soquet               | 2005        | 2018      |
| Trampolines (les)     | Trampoline         |                      | 2008        | 2018      |
| Voitures aquatiques   | Pédalos            |                      | 2005        | 2017      |
| les quads             |                    |                      | 2017        | 2021      |
| la toile d'araignée   |                    |                      | 20??        | 2020      |
| la piscine            |                    |                      | 199?        | 2023      |
| River splash/le flume | Bûches             | Reverchon Industries | 2010 / 2016 | 2017/2021 |
| Dynamite?             |                    |                      | 2013        | 2015      |

## Saison thématique
| nom       | première date | dernière date        | bonus                                                                                       | raison d'arrêt                                       |
| --------- | ------------- | -------------------- | ------------------------------------------------------------------------------------------- | ---------------------------------------------------- |
| Noël      | 2019          | toujours en activité | décoration des allées + spectacle spécial (certaine attractions fermées + réserver aux CSE) | toujours en activité                                 |
| Halloween | 2022          | 2023                 | décoration des allées + comédiens                                                           | météo mauvaise à cette période + manque de visiteurs |

## Informations économiques
Le parc est géré par la société Plein Air immatriculée en avril 1981.
Elle est dirigée par Florian et Roger Sacreste.
En 2018, elle a réalisé un chiffre d'affaires de 3 197 800 € dégageant un résultat net de 22 500 €.
Elle emploie 17 salariés (effectif moyen annuel).
entreprise du parc: []